# Jean de Meun
Jean de Meun także Jean de Meung urodzony jako Jean Chopinel lub Jean Clopinel (ur. ok. 1240 w Meung-sur-Loire, zm. ok. 1305 w Paryżu) – francuski pisarz, poeta i tłumacz epoki średniowiecza.

## Życiorys
Jean de Meun urodził się ok. 1240 r. w Meung-sur-Loire w rodzinie mieszczańskiej. Zmarł w r. 1305 w Paryżu, gdzie spędził ostatnie kilkanaście lat swego życia jako zamożny właściciel posesji przy Rue Saint-Jacques z wieżą, podwórkiem i ogrodem, który został opisany w 1305 r. jako dom zmarłego Jeana de Meunga i był następnie podarowany przez Adama d'Andely dominikanom. Został pochowany w klasztorze Saint-Jacques w Paryżu.

## Twórczość

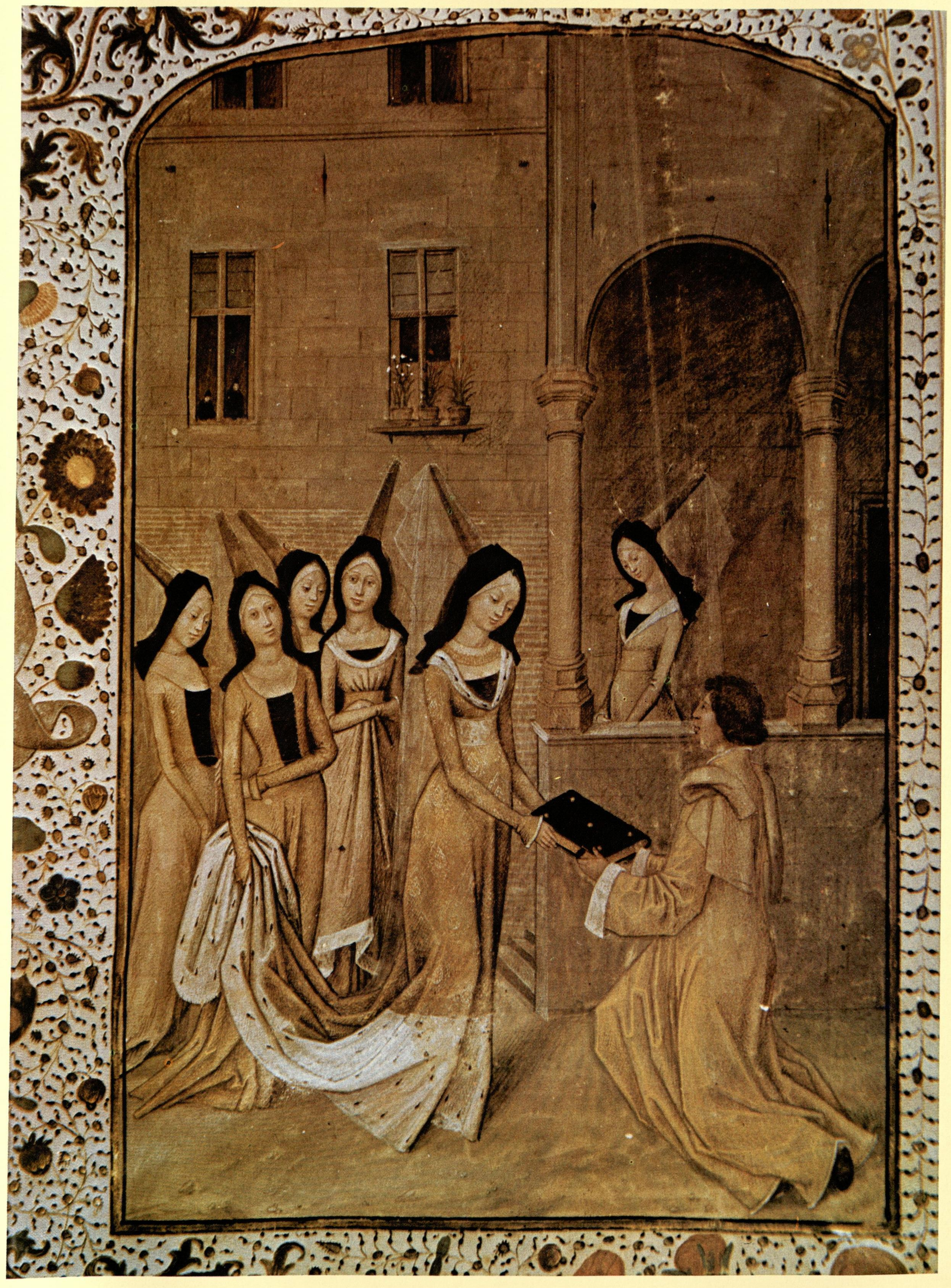
Jean de Meun i Małgorzata Andegaweńska, XV w.

Na podstawie jego twórczości można wywnioskować, że zdobył edukację filozoficzną, teologiczną, literacką i przyrodniczą.
Zasłynął z dokończenia poematu Guillaumea de Lorrisa Opowieść o Róży (fr. Le Roman de la Rose). Lorris jest autorem 4068 wersetów alegorycznej opowieści przedstawiającej ideał miłości dwornej, zaś Meun kolejnych 17 722, które dopisał prawdopodobnie w latach 1275–80. Dzieło o Róży było jednym z największych sukcesów książkowych francuskiego średniowiecza. Do naszych czasów przetrwało ponad 300 rękopisów i około 20 wczesnych, do 1538 roku, druków. Forma przekazu i upodobania estetyczne obydwu autorów są odmienne. Lorris, wywodzący się z arystokracji, był wyrazicielem zasad dworskiej miłości, inspirowanych XII-wieczną poezją trubadurów, zaś część stworzona przez Menuna ma charakter bardziej filozoficzny i satyryczny.
Jean de Meun był człowiekiem dużej, jak na owe czasy, erudycji, zajmował się również tłumaczeniem tekstów łacińskich na język starofrancuski. Przetłumaczył m.in. De re militari Wegecjusza, listy Abelarda i Heloisy, Historia calamitatum Abelarda i De consolatione philosophiae Boecjusza.